# Kulu
Kulu ou Kullu (em hindi: कुल्लू) é a capital do distrito homónimo,no norte do estado do Himachal Pradexe, no noroeste da Índia. Situa-se à beira do rio Beás. Em 2011, o município tinha 18 536 habitantes, 9 608 (51,8%) do sexo masculino e 8 928 (48,2%) do sexo feminino.
O vale de Kulu estende-se entre Larji e Manali e é conhecido pelos seus templos, beleza natural, pelas montanhas cobertas de pinheiros, deodares e pomares de macieiras. O vale está encaixado entre os maciços montanhosos do Pir Panjal, dos Baixos Himalaias, e dos Grandes Himalaias.
A cidade e a região em volta é servida pelo aeroporto de Kulu-Manalim, situado na vila de Bhuntar, 10 km a sul de Kulu.

## História
As referências mais antigas ao vale de Kulu encontram-se nos escritos hindus Ramaiana, Mahabharata e Puranas. Durante o período védico existiram na região várias pequenas repúblicas conhecidas como "Janapada", que depois foram conquistadas pelos impérios Nanda, Máuria, Gupta, Pala e Karkoṭa. Depois de um breve período de supremacia do Império de Harsha, na primeira metade do século VII d.C., a região voltou a dividir-se em vários pequenos estados liderados por caudilhos, entre eles alguns principados Rajaputes, que foram posteriormente conquistados pelos impérios marata e sique.
O nome Kulu deriva da palavra "Kulantapitha" (ou Kulant Peeth), que significa "fim do mundo habitável". Segundo a lenda, durante a Grande Inundação, Manu visitou o vale, mas não conseguiu passar o passo de Rothang. Ele chamou ao último povoado que encontrou Kulantapitha e decidiu instalar-se e meditar onde é hoje Manali (sítio de Manu). O nome evoluiu deopois para Kulut, nome pelo qual foi conhecido um reino local durante muito tempo, antes de finalmente se ter generalizado o nome atual de Kulu ou Kullu.
O monge peregrino budista Xuanzang visitou o vale de Kulu em 634 ou 635 d.C. Descreveu-o como uma região fértil rodeadaa de montanhas, com cerca de 3 000 lis de perímetro e uma capital com 14 ou 15 lis de circunferência. Na capital havia uma estupa construída pelo imperador mauria Asoka, que se diziam marcar o local onde Buda pregou e fez conversões entre população local. Muitos séculos depois, essa estupa foi levada para Déli por um imperador mogol. Quando Xuanzang esteve em Kulu, havia no vale cerca de vinte mosteiros budistas, com cerca de mil monges, a maior parte deles do ramo Maaiana. Havia também cerca de quinze templos hindus e as populações de ambas as religiões viviam misturadas. Perto dos passos de montanha havia cavernas de meditação, ocupadas tanto por budistas como por hindus. Dizia-se que o país tinha produzido ouro, prata, cobre vermelho, lentes de cristal e metal de sinos.
Kulu só teve acessos por estrada transitável por veículos motorizados depois da independência da Índia. Contudo, os muitos séculos de isolamento pemitira que a região mantivesse grande parte do seu charme. A estrada através do vale de Kulu e Lahaul está atualmente esfaltada em toda a sua extensão, sendo a principal ligação entre as planícies no norte da Índia e Leh, no Ladakh.

## Geografia

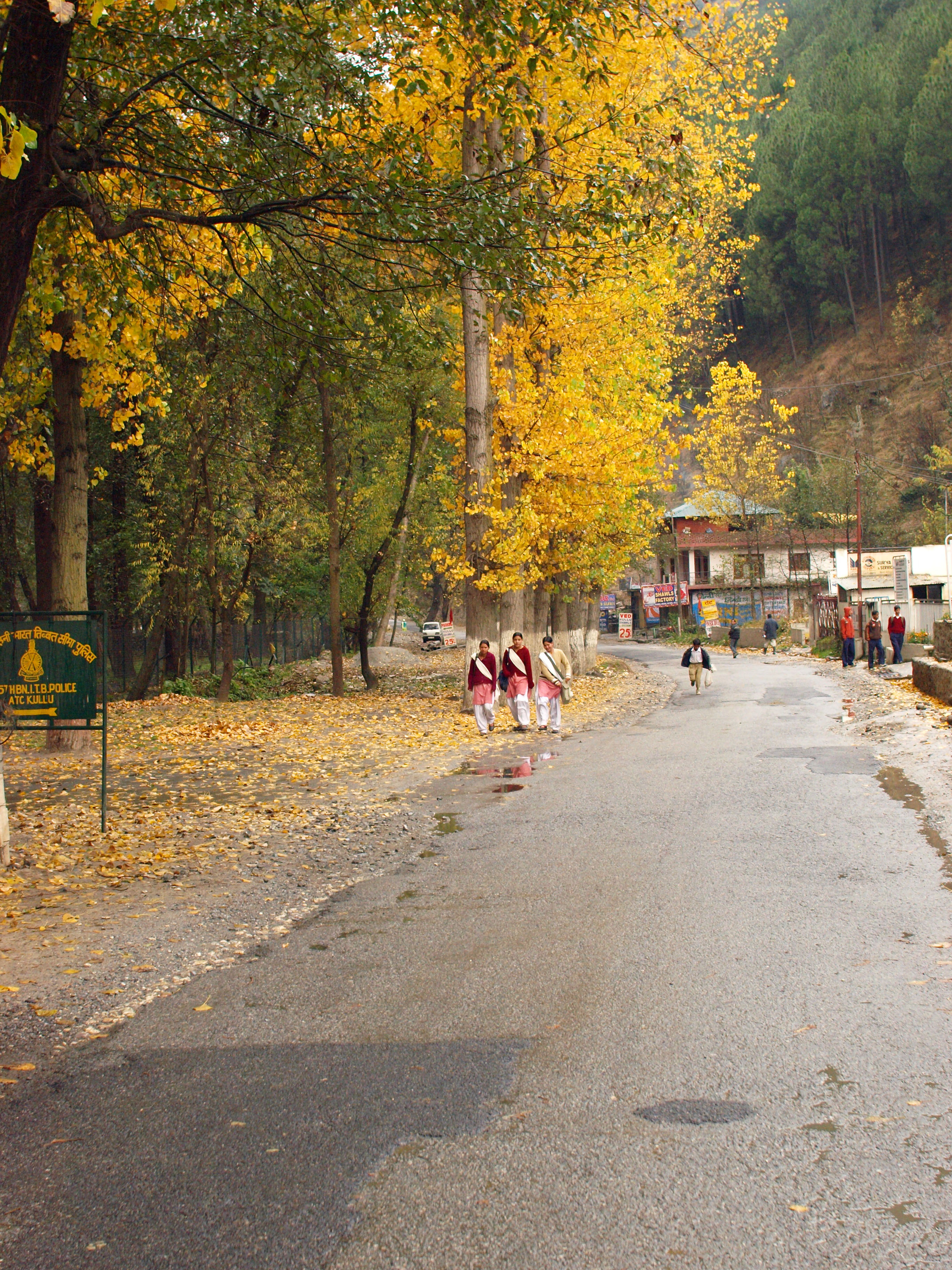
O vale de Kulu no outono

A cidade de Kulu situa-se na margem do rio Beás, a uma altitude média de 1 278 metros. O vale de um dos principais afluentes do Beás, o Sarvari, conduz ao menos explorado e mais íngreme vale de Lug, a oeste de Kulu. A leste da cidade ergue-se uma larga crista montanhosa onde se encontram as aldeias-templos de Bijli Mahadev, Mounty Nag e Pueed. Atrás dessas montanhas situa-se o vale de Manikaran, percorrido pelo rio Parvati, que desagua o Beás em Sagam, perto de Bhuntar. A sul de Kulu encontra-se a cidade de Bhuntar, Out (cuja estrada segue depois para Ami, Banjar e vale de Siraj) e Mandi.
Historicamente, Kulu era acessível desde Shimla através do vale de Siraj ou através dos passos de montanha a oeste que conduzem a Jogindernagar e depois para Kangra. A norte fica a cidade de Manali, na estrada que conduz a Lahaul ao vale de Spiti.
A biodiversidade do vale de Kulu é variada, incluindo alguns animais raros, como o tahr-do-himalaia, faisão-do-nepal, o Tragopan melanocephalus (outra espécie de faisão)  e o urso-pardo-do-himalaia (Ursus arctos isabellinus). O Parque Nacional do Grande Himalaia situa-se no distrito de Kulu. O parque foi criado em 1984 e estende-se por uma área de 1 171 km², em altitudes entre os 1 500 e os 6 000 m. Para proteger a flora e fauna daquela área himalaiaca, além do parque nacional, muitos locais foram declarados santuários de vida selvagem, como o santuário de Khokhan, o santuário de Kais, o de Tirthan, o de Kanawar, o de Rupi Baba e Van Vihar Manali.

### Clima
Durante dezembro e janeiro, no inverno, registam-se as temperaturas mais baixas, que oscilam entre -4 e 20°C, com alguma queda de neve. As manhãs e noites são muito frias no inverno. As temperaturas mais altas registam-se no verão — 24 a 34 °C, — entre maio e agosto. Julho e agosto são chuvosos devido à monção, com médias mensais de cerca de 150 mm. Os meses mais amenos são outubro e novembro.

## Transportes
Ar
O aeroporto mais próximo é em Bhuntar (IATA: KUU), a cerca de 10 km a sul de Kulu. Também conhecido como aeroporto de Kulu-Manali, é servido por alguns voos regulares da Indian e uma ou duas companhias aéreas privadas. O aeroporto importante mais próximo é o  de Chandigarh (IATA: IXC, ICAO: VICG), situado 275 km a sul de Kulu.
Estrada
Kulu é acessível desde Deli pela estrada nacional n.º 1 (NH 1) que vai até Chandigarh (260 km), e a partir daí pela NH 21, que passa por Bilaspur, Sundernagar e Mandi. A distância total de Deli a Kulu é cerca de 512 km.
Ferrovia
Kulu não é servida por comboio. As estações de bitola larga mais próximas são Chandigarh, 260 km a sul, e Pathankot, 272 km a oeste. A estação de bitola estreita é em Joginder Nagar, que apesar de ficar a cerca de 30 km em linha reta de Kulu, dista 123 km por estrada.

## Turismo

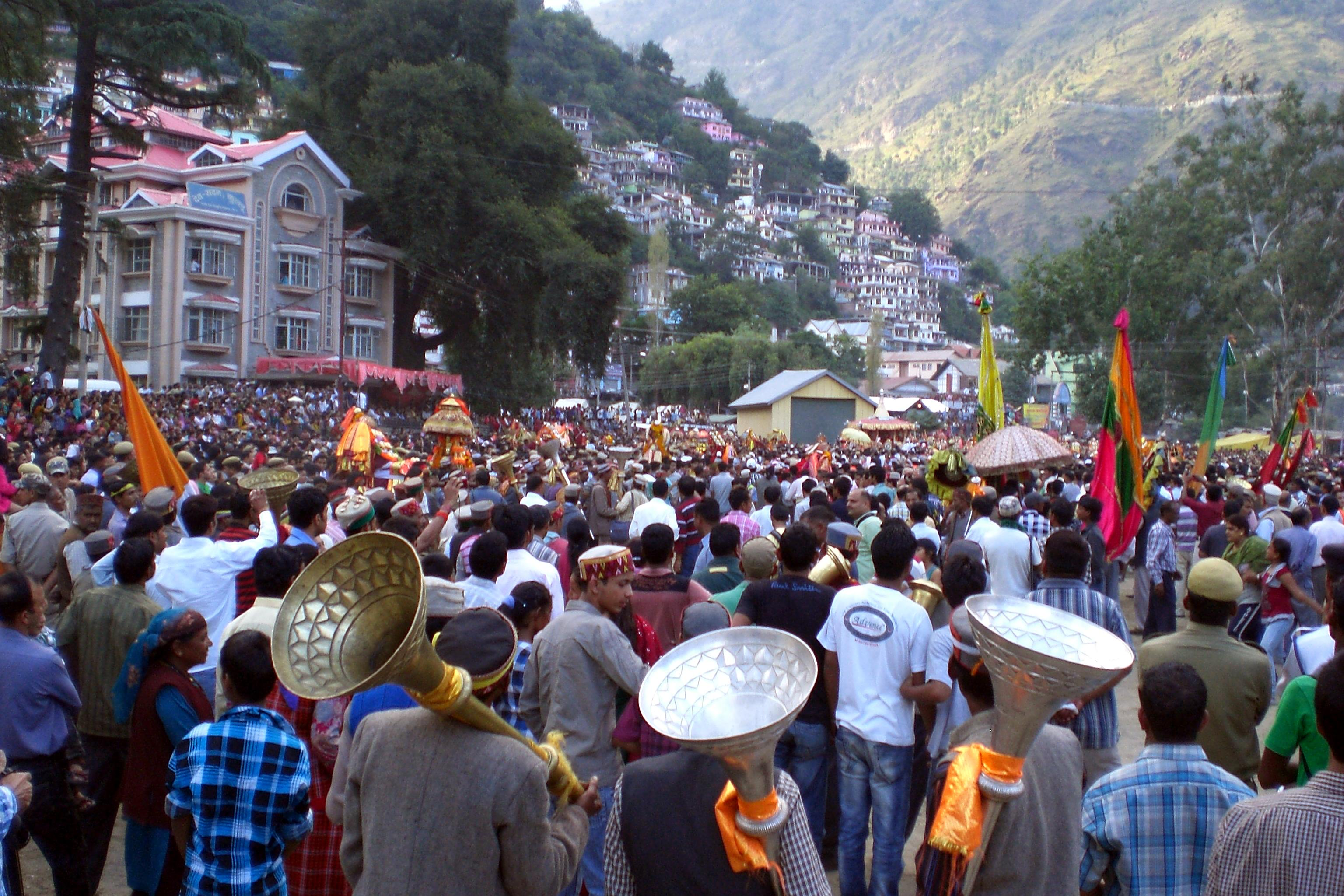
Uma procissão do

O vale de Kulu é chamado "vale dos Deuses" ou "Dev Bhumi", devido aos numerosos locais de peregrinação para hindus, budistas e siques
ali existentes. A região é conhecida pelos seus prados em vales abertos, pelas vistas para as montanhas dos Himalaias, pelos xailes de Kulu, fabricados com uma variedade de fibras naturais, nomeadamente paxemina, lã de ovelha e angorá e pelo seu  festival do Dussehra. Esta celebração hindu celebra a vitória do Rama sobre o rei maléfico Ravana e é um dos mais importantes da calendário hindu, mas em Kulu assume grandes proporções e é famoso, atraindo muitos milhares de visitantes todos os anos durante sete dias em outubro ou novembro, dependendo do calendário hindu.
Principais atrações

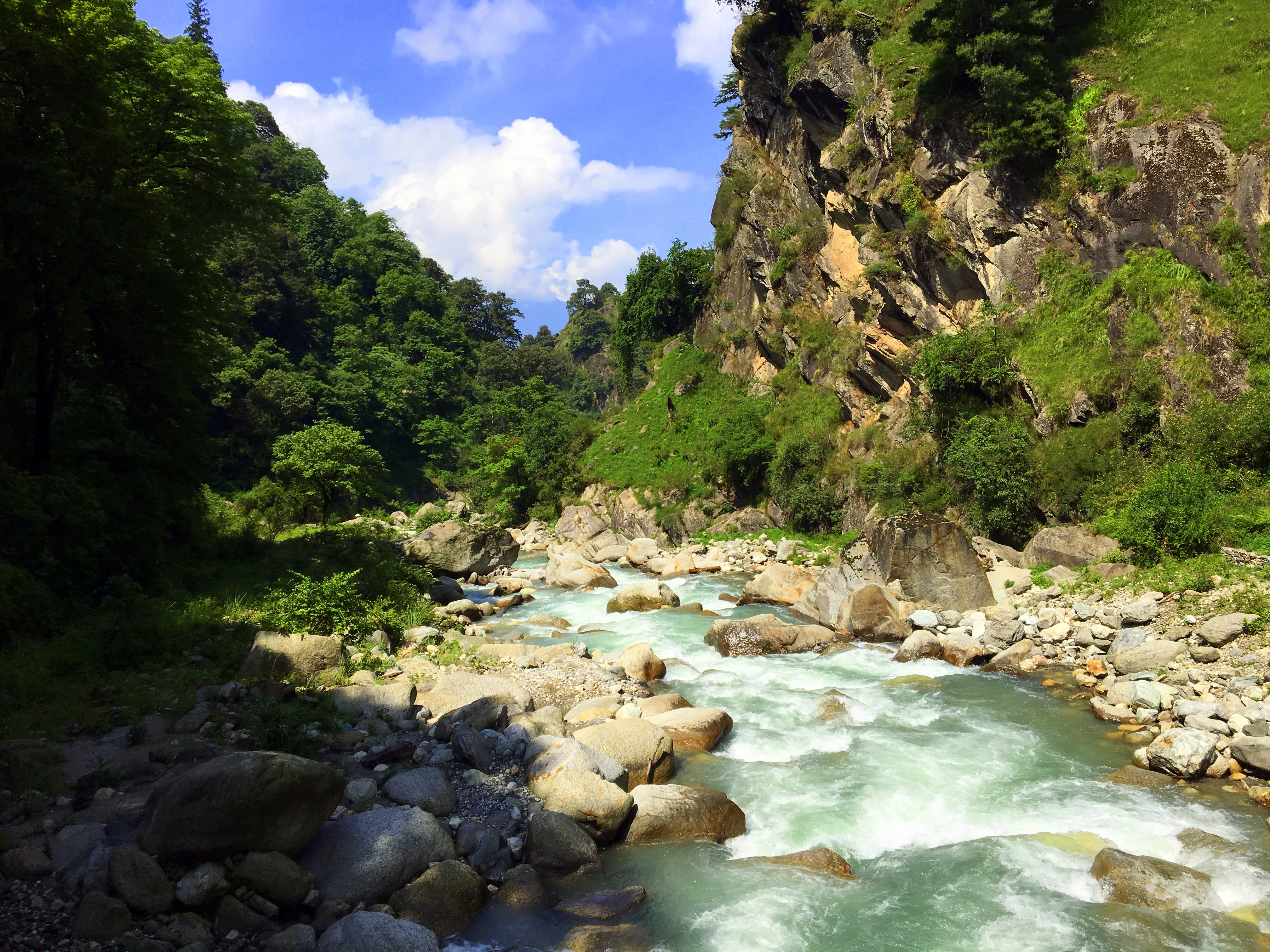
O rio Tirthan no Parque Nacional do Grande Himalaia

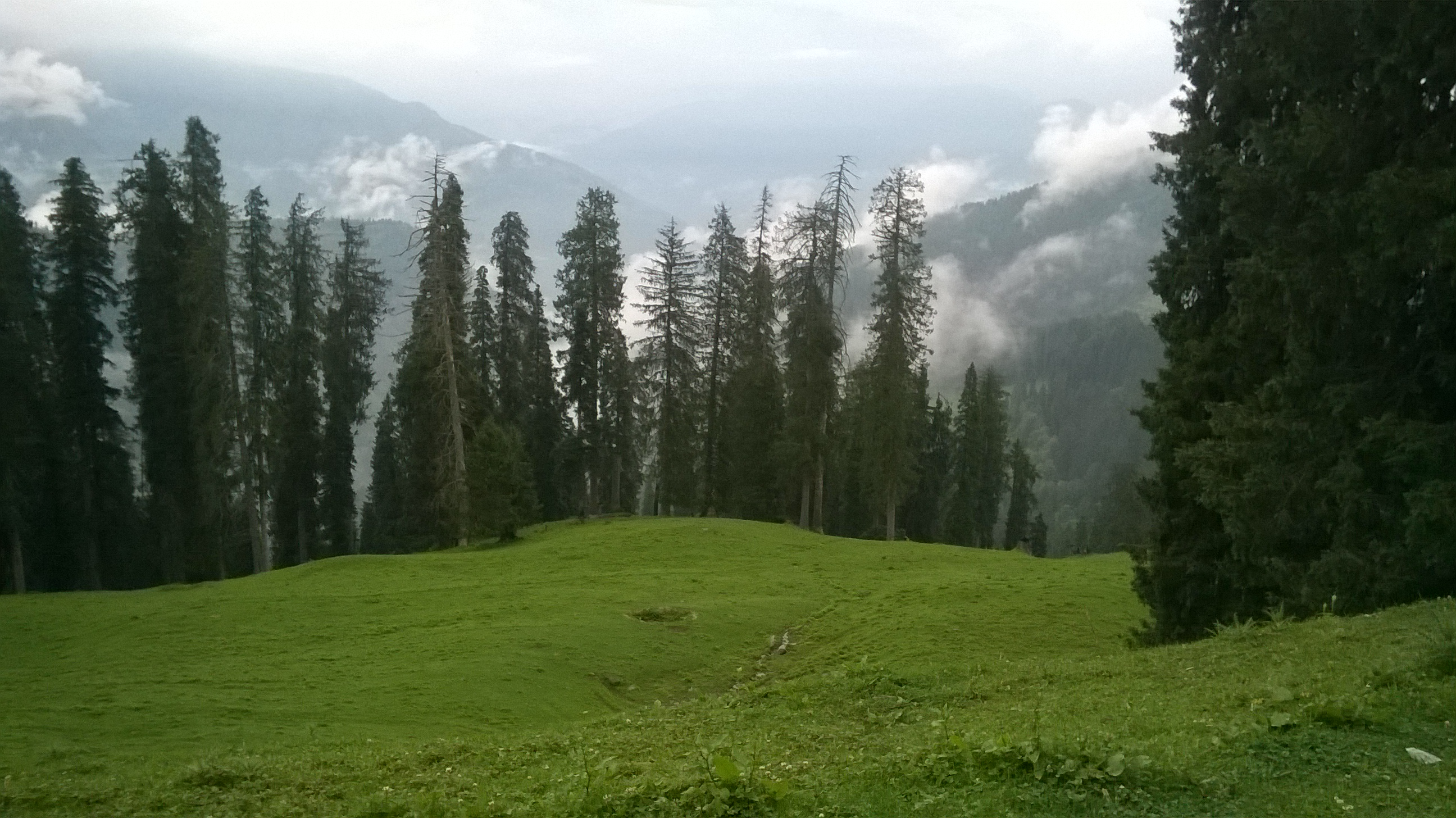

- Templo de Raghunath — No século XVII, para se redimir de uma grande pecado, o rajá Jagat Singh de Kulu enviou um dos seus principais cortesões a Ayodhya para de lá trazer uma estátua de Raghunath (sinónimo de Rama, um avatar de Vixnu). A estátua foi colcoada num templo construído pelo rajá e desde então e até à atualidade é muito reverenciada. O templo é o centro do Dussehra de Kulu.
- Templo de Shringi Rishi — Situado em Banjar, a 60 km de Kulu, é dedicado à principal divindade do vale de Banjar, Shringi Rishi. Antes da ida da estátua de Rama para o vale de Kulu, Shringi era a principal divindade também do vale de Kulu. Shringi Rishi é um dos "atthara kardoo" (18 principais divindades do vale de Kulu).
- Templo de Maha Devi Tirth — Popularmente conhecido como Vaishno Devi Mandir, situa-se na estrada Kulu-Manali. Apesar de ter sido fundado apenas em 1962, é muito reverenciado.[6]
- Templo de Bijli Mahadev — Situa-se 9 km a sudeste da cidade, no ponto mais alto da região (2 435 m), é visível de muito longe no vale.
- Devta Narsingh — É um templo dedicado a Narsingh, situado no bairro de Sultanpur de Kulu.
- Raison — sítio na margem do rio Beás, junto à estrada para Manali, onde existe um parque de campismo do Turismo de Himachal Pradexe.
- Shoja — Local situado a 2 692 m de onde se desfruta de uma vista panorâmica completa sobre toda a área de Kulu (picos cobertos de neve, vales, prados e florestas, rios e ribeiros, etc.). A partir de Shoja pode alcançar-se a pé o passo de Jalori, a 5 km; continuando para além de Jalori, alcança-se o lago Sareuolsar.
- Templo de Basheshwar Mahadev — Frequentemente apontado como o templo mais encantador do vale de Kulu, é conhecido pelos seus intricados relevos em pedra. Segundo a tradição, teria sido construído por pandavas.
- Templo de Fungani Mata — Situado no cimo do vale de Lug, a 30 km de Kulu.
- Kasol — É uma clareira nas margens do rio Parvati, onde areia branca separa o verde luxuriante das florestas da água do rio e onde abundam as trutas.
- Naggar — Foi a capital de Kulu durante 14 séculos. O seu castelo de pedra e madeira do século XVI é atualmente um hotel gerido pelo Turismo de Himachal. A galeria desse hotel tem exposição várias pinturas do polímata russo Nikolai Roerich, que passou os últimos anos da sua vida em Naggar e ali morreu em 1947. Em Naggar há três santuários antigos e muitos templos-pagode shali.
- Kais Dhar — Local de grande beleza natural, com prados de erva e montanhas densamente florestadas. Fica numa rota de caminhada e não é acessível por estrada.

### Festividades e outras atividades
- Festival do Dussehra — Esta festa hindu é celebrada em Kulu quando termina na maior parte do resto da Índia e atrai muitos visitantes à cidade. O governo do Himachal Pradexe classificou a festa como "festival internacional". Durante a festa, cerca de 200 divindades locais prestam simbolicamente homenagem ao Senhor Raghunath.[7]
- Holi — o Holi, o festival das cores, é celebrado durante dois dias em Kulu, durante os quais os locais se juntam em templos e depois vão para as casas da cidade a cantar canções sagradas e em troca recebem doces, pakoras, bebidas, etc. As mulheres também participam na festa, com o mesmo entusiasmo que os homens.
- Pesca e turismo de aventura — O vale tem numerosos locais propícios para a pesca de truta, nomeadamente Katrain, Raison, Kasol e Naggar. A pesca de truta é também praticada ao longo do rio Tirthan perto de Larji, no vale de Sainj e no Hurla khud. No vale há várias rotas de caminhada, nomeadamente uma em direção a Malana através do passo de Chanderkhani, para Shimla através dos passos de Jalori ou de Bashleo e para Sarahan através do passo de Parvati. No rio Beás é popular a prática de rafting.